# Distrito Histórico de San Germán
El Distrito Histórico de San Germán está situado en la zona oeste de la ciudad de San Germán del Municipio Autónomo de San Germán, Puerto Rico. «Distrito Histórico de San Germán», así nombrado al centro histórico de San Germán cuando fue inscripto en el Registro Nacional de Lugares Históricos en 1994, contiene más de 100 edificios importantes, incluyendo la Iglesia de San Germán de Auxerre y el Convento de Porta Coeli.

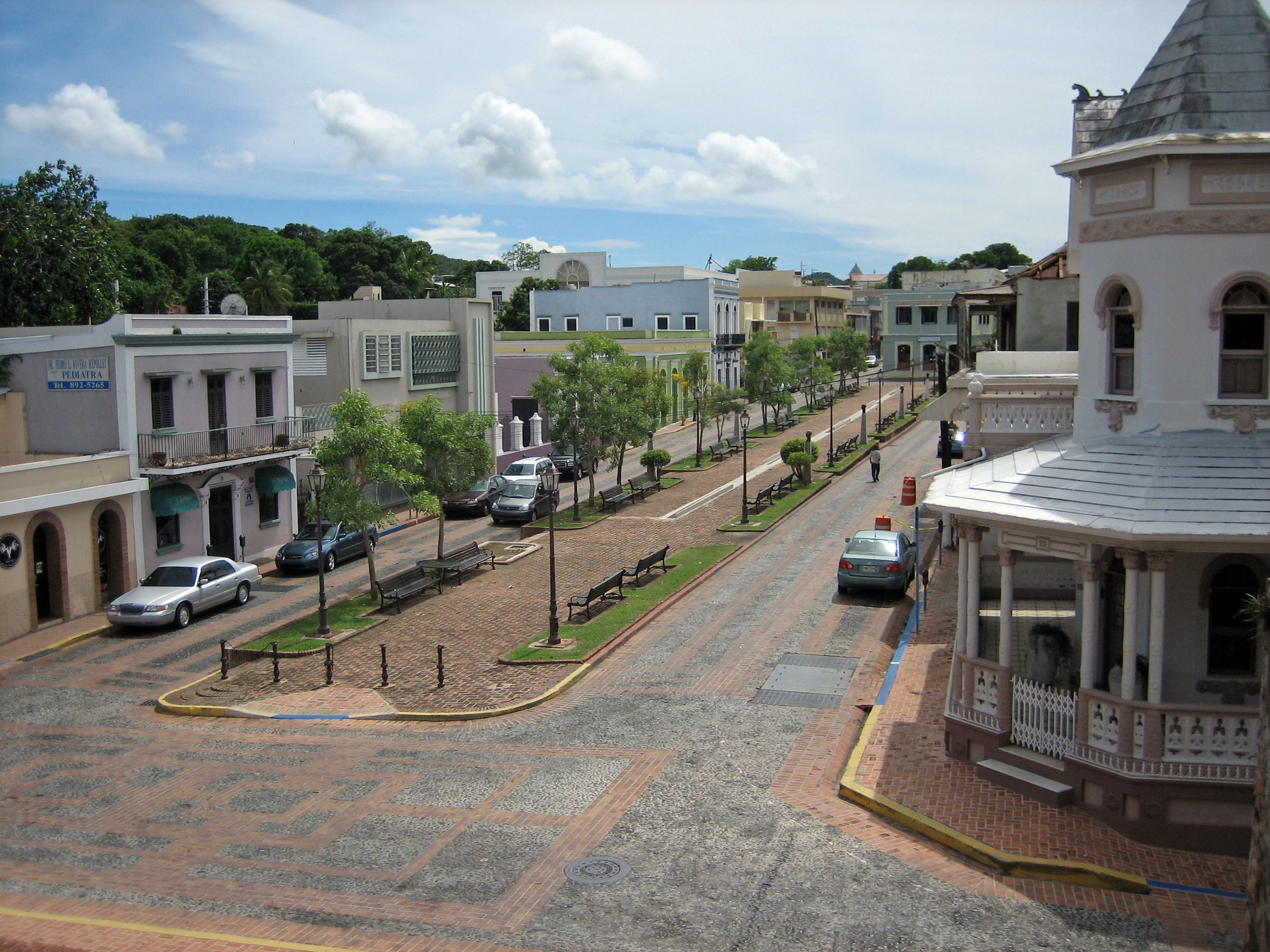
Plaza Santo Domingo, vista desde el Convento Porta Coeli

## Historia
Colonizadores españoles fundaron la Villa de San Germán de Auxerre, también conocido como Nueva Salamanca, en los primeros años del siglo XVI. El pueblo de San Germán nació de la asentamiento establecido formalmente en 1573, y es este núcleo urbano original, transformada por el rápido crecimiento de la década de 1830 hasta la de 1940, que comprende el distrito histórico de San Germán.
El distrito incluye numerosas casas incluyendo el conocido estilo victoriano de la casa de Juan Ortiz Perichi en la calle Luna, que el arquitecto Jorge Rigau, llamó una vez «una de las mejores secuencias espaciales desarrollados en arquitectura residencial en Puerto Rico.» Muchos notables puertorriqueños vinieron del Distrito Histórico de San Germán, y entre ellos se encontraba Lola Rodríguez de Tió, la conocida poeta y dirigente político que escribió la letra del himno nacional no oficial de Puerto Rico, «La Borinqueña».
El Distrito Histórico de San Germán está más o menos limitada por la Avenida Interamericana (antes calle Luna), Estrella, Concepción, Javilla, y Ferrocarril en la sección occidental del pueblo.